# Edward Kenealy
Edward Vaughan Hyde Kenealy, né le 2 juillet 1819 à Cork et mort le 16 avril 1880 à Londres, est un barrister, écrivain et homme politique irlandais. Il est principalement connu comme défenseur du « requérant » de l'affaire Tichborne. Son comportement lors du procès lui vaut un blâme de la part de Sir Alexander Cockburn président du tribunal et du jury. Ce qui conduit à son expulsion du Oxford circuit et de la Gray's Inn, si bien qu'il ne peut plus pratiquer le droit. Il lance alors un mouvement politique la « Magna Charta Association », qui reprend certaines des revendications des chartistes des années 1830 et 1840. En février 1875, il se présente à une élection partielle, pour la circonscription de Stoke-upon-Trent, comme « candidat du peuple », et devient membre du parlement du Royaume-Uni.